# 天主教委內瑞拉軍中教長區
天主教委內瑞拉軍中教長教區（拉丁語：Ordinariatus Militaris Venetiola）是委內瑞拉一個天主教的軍中教長區，直屬聖座，負責牧養信奉天主教的委內瑞拉軍人及其家眷。
教長區成立於1995年10月31日。2004年有六個堂區、183名司鐸、十四名修士、廿五名修女。教長之位目前處於出缺狀態。